# Niia (rivière)
Pour les articles homonymes, voir Niia.
La Niia (en russe : Ния) est une rivière de Russie qui coule dans l'est de l'oblast d'Irkoutsk, en Sibérie orientale. C'est un affluent en rive droite de la Taïoura donc un sous-affluent de la Léna.

## Géographie
La Niia est longue de quelque 120 kilomètres. Son bassin versant a une superficie de 2 300 km2, c'est-à-dire une surface comparable à celle du département français du Rhône, ou encore à celle du Grand Duché de Luxembourg.
Le débit moyen observé à son point de confluence est de 18,71 m3/s.  
La Niia coule au sud-est de la ville d'Oust-Kout, dans une vaste zone de taïga quasi dépeuplée, au centre du plateau de la Léna, partie sud-est du grand plateau de Sibérie centrale. Peu après sa naissance, elle adopte la direction du nord et coule vers le nord-ouest sur quelque 120 kilomètres à l'est de la Taïoura.

## Hydrométrie - Les débits mensuels à Zvezdny
La Niia est une rivière fort bien alimentée. Son débit a été observé pendant 4 ans (sur la période allant de 1982 à 1985) à Zvezdny, petite localité située au niveau de son point de confluence avec la Taïoura, à 330 mètres d'altitude . 
Le débit annuel moyen ou module observé à Zvezdny durant cette période était de 18,71 m3/s pour une surface drainée de 2 300 km2, soit la totalité du bassin versant de la rivière. La lame d'eau d'écoulement annuel dans le bassin se montait de ce fait à 242 millimètres, ce qui doit être considéré comme assez élevé.
La rivière est alimentée en grande partie par la fonte des neiges, mais aussi par les pluies de l'été et de l'automne. Son régime est de ce fait nivo-pluvial. 
Les hautes eaux se déroulent au printemps, aux mois de mai et de juin, ce qui 
correspond au dégel et à la fonte des neiges. Le bassin bénéficie de bonnes précipitations en toutes saisons, surtout en été. Elles tombent sous forme de pluie en été et partiellement en automne, ce qui explique que le débit de juillet à septembre soit bien soutenu. Aux mois d'octobre puis de novembre, le débit de la rivière baisse progressivement, ce qui constitue le début de la période des basses eaux. Celle-ci a lieu de novembre à avril et correspond au long hiver sibérien. 
Le débit moyen mensuel observé en mars (minimum d'étiage) est de 4,95 m3/s, soit plus ou moins 7 % du débit moyen du mois de mai (74,4 m3/s), ce qui témoigne d'une 
amplitude des variations saisonnières assez modérée pour la Sibérie de l'est. Cependant les écarts de débits mensuels peuvent être plus importants d'après les années : sur la durée d'observation de 4 ans, le débit mensuel minimal a été de 3,84 m3/s en mars 1984, tandis que le débit mensuel maximal s'élevait à 91,5 m3/s en mai 1983.
En ce qui concerne la période libre de glace (de mai à septembre inclus), toujours sur cette période de 35 ans, le débit minimal observé a été de 18,0 m3/s en septembre 1984, ce qui restait assez appréciable.  